# 찬드라얀 계획

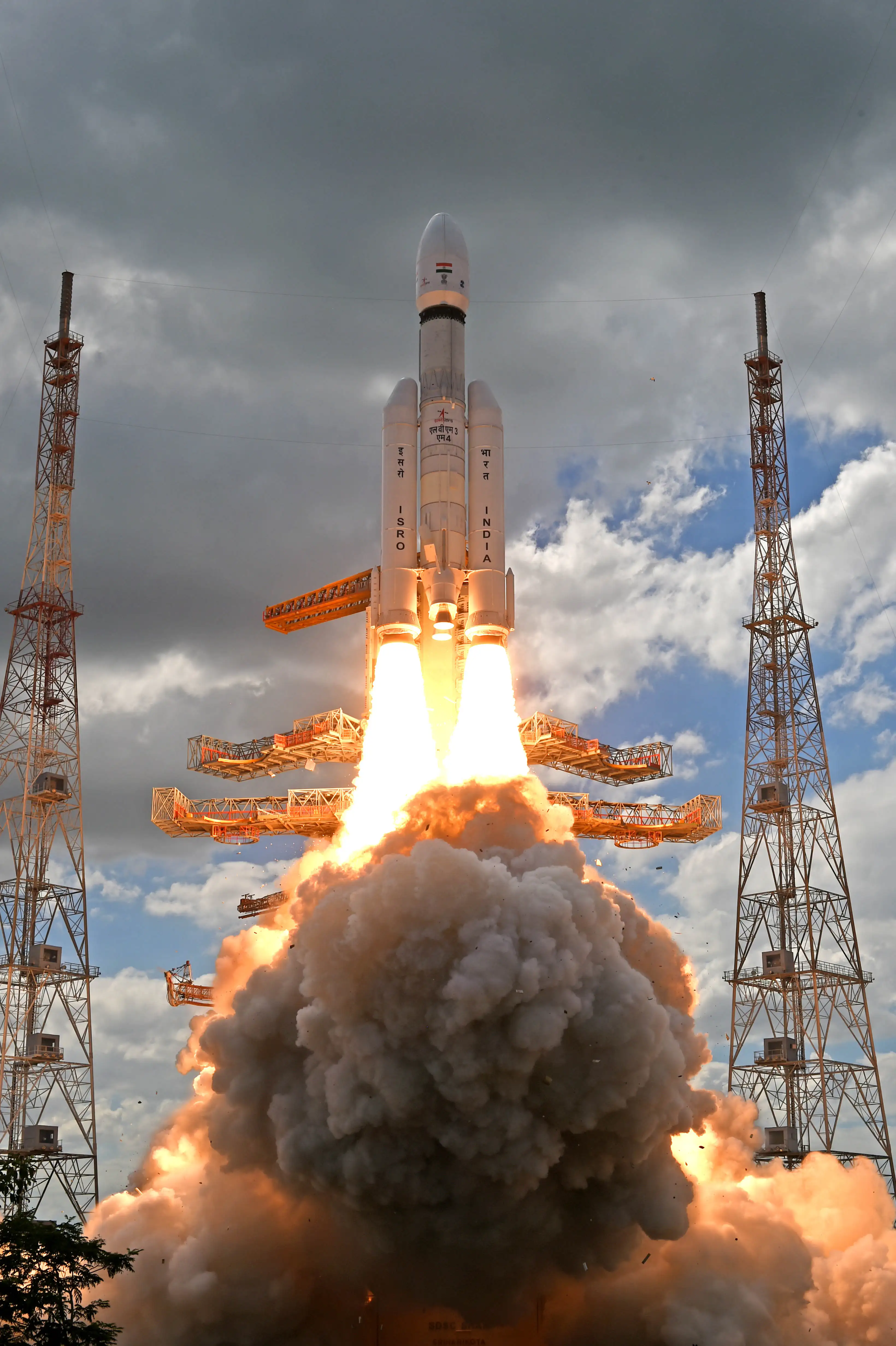
2023년 7월 14일 LVM3 M4가 찬드라얀 3호과 함께 이륙했다.

찬드라얀 계획(영어: Chandrayaan)은 인도우주연구기구 (ISRO)가 달 탐사를 위해 진행 중인 일련의 우주 계획이다. 
지금까지 각각 총 2대의 궤도선, 착륙선, 탐사선으로 구성된 3개의 임무가 수행되었다. 두 궤도선이 성공하는 동안 찬드라얀 2호 임무의 일부였던 첫 번째 착륙선과 탐사선이 표면에 추락했다. 두 번째 착륙선이자 로버 임무인 찬드라얀 3호가 2023년 8월 23일 달에 성공적으로 착륙하여 인도는 달 남극 지역에 우주선을 성공적으로 착륙시킨 최초의 국가이자 소련, 미국, 중국에 이어 네 번째로 달에 착륙한 국가가 되었다.

## 같이 보기
- 창어 계획